# Свети Атанасий (Доксат)
Вижте пояснителната страница за други значения на Свети Атанасий.
„Свети Атанасий“ (на гръцки: Αγίου Αθανασίου) е православна църква в драмската паланка Доксат (Доксато), Егейска Македония, Гърция.
Църквата е подчинена на Драмската митрополия. На вградената в западната стена на църквата плоча се чете датата на освещаване – 20 октомври 1867 година. В архитектурно отношение храмът е типичната за епохата трикорабна базилика с женска църква и трем. Апсидата отвън е украсена със слепи ниши. Първоначално основният вход на църквата е на запад, след трема. През 1893 година, когато на запад е достроена камбанария от дялан камък, са направени някои промени – тремът е затворен и е добавен нартекс на юг – където е направен нов основен вход. Ктиторският надпис гласи:
| „ | ΣΥΝΔΡΟΜΗ ΚΑΙ ΔΑΠΑΝΗ ΠΑΣΗΣ ΤΑ ΞΕΩΣ TE ΚΑΙ ΗΛΙΚΙΑΣ ΤΩΝ ΧΡΙΣΤΙΑΝΩΝ ΤΩΝ ΕΝΔΟΞΑΤΩ ΟΙΚΟΥΝΤΩΝ ΚΑΙ ΛΟΙΠΩΝ ΠΑΡΕΠΙΔΗΜΟΥΝΤ ΩΝ ΕΥΣΕΒΩΝ ΙΔΡΥΘ[Η] ΟΥ ΤΟΣΟ ΤΟΥ ΑΓΙΟΥ ΑΘΑΝΑΣΙΟΥ ΚΛΕ.Ι.ΖΟΜ ΕΝΟΣ ΝΑΟΥ ΘΕΟΥ ΗΚ[ΟΣ]... [...] ΕΥΣΕΒΕΙΑΣ ΠΑΡ AΥΤΟΥ ΕΤΟΣ 1867 | “ |

Иконите на иконостаса на Серги Георгиев и освен две, които имат надписи 1843, са от 1870 година.
В 1966 година църквата е обявена за паметник на културата.